# Кастель-Платжа-д'Ару
Касте́ль-Пла́тжа-д'А́ру (кат. Castell-Platja d'Aro, вимова літературною каталанською [kəs'teʎ 'pɫaʤə 'daɾu]) - муніципалітет, розташований в Автономній області Каталонія, в Іспанії. Код муніципалітету за номенклатурою Інституту статистики Каталонії - 170486. Знаходиться у районі (кумарці) Баш-Ампурда (коди району - 10 та BM) провінції Жирона, згідно з новою адміністративною реформою перебуватиме у складі Баґарії (округи) Жирона. 

## Назва муніципалітету
Назва муніципалітету походить від лат. castrum - "замок", лат. plagĭa та від кельтського імені Arăvus.

## Населення
Населення міста (у 2007 р.) становить 9.766 осіб (з них менше 14 років - 13,3%, від 15 до 64 - 73,2%, понад 65 років - 13,5%). У 2006 р. народжуваність склала 103 особи, смертність - 59 осіб, зареєстровано 38 шлюбів. У 2001 р. активне населення становило 3.498 осіб, з них безробітних - 394 особи.

Серед осіб, які проживали на території міста у 2001 р., 4.126 народилися в Каталонії (з них 1.852 особи у тому самому районі, або кумарці), 1.700 осіб приїхало з інших областей Іспанії, а 980 осіб приїхало з-за кордону. 

Вищу освіту має 13,4% усього населення. 

У 2001 р. нараховувалося 2.849 домогосподарств (з них 33,8% складалися з однієї особи, 26,3% з двох осіб,17,9% з 3 осіб, 15% з 4 осіб, 4,7% з 5 осіб, 1,5% з 6 осіб, 0,6% з 7 осіб, 0% з 8 осіб і 0,1% з 9 і більше осіб).

Активне населення міста у 2001 р. працювало у таких сферах діяльності : у сільському господарстві - 3%, у промисловості - 9,6%, на будівництві - 15,8% і у сфері обслуговування - 71,6%. 

 У муніципалітеті або у власному районі (кумарці) працює 3.855 осіб, поза районом - 991 особа.

### Доходи населення
У 2002 р. доходи населення розподілялися таким чином :
| \| Доходи населення за статтями доходів \| Доходи населення за статтями доходів \| Доходи населення за статтями доходів \| \| Рік \| 2002 р. \| 2001 р. \| \| ------------------------------------ \| ------------------------------------ \| ------------------------------------ \| \| Заробітна платня \| 47,1% \| 48% \| \| Доходи від ведення бізнесу \| 43% \| 41,8% \| \| Соціальна допомога \| 9,9% \| 10,1% \| |         |         |
| Доходи населення за статтями доходів |         |         |
| Рік | 2002 р. | 2001 р. |
| Заробітна платня | 47,1%   | 48%     |
| Доходи від ведення бізнесу | 43%     | 41,8%   |
| Соціальна допомога | 9,9%    | 10,1%   |

### Безробіття
У 2007 р. нараховувалося 284 безробітних (у 2006 р. - 374 безробітних), з них чоловіки становили 43%, а жінки - 57%.

## Економіка
У 1996 р. валовий внутрішній продукт розподілявся по сферах діяльності таким чином :
| \| Валовий внутрішній продукт \| Валовий внутрішній продукт \| Валовий внутрішній продукт \| \| Рік \| 1996 р. \| 1991 р. \| \| -------------------------- \| -------------------------- \| -------------------------- \| \| Сільське господарство \| 0,1% \| 0% \| \| Промисловість \| 3,8% \| 0% \| \| Будівництво \| 11,4% \| 0% \| \| Послуги \| 84,7% \| 0% \| |         |         |
| Валовий внутрішній продукт |         |         |
| Рік | 1996 р. | 1991 р. |
| Сільське господарство | 0,1%    | 0%      |
| Промисловість | 3,8%    | 0%      |
| Будівництво | 11,4%   | 0%      |
| Послуги | 84,7%   | 0%      |

### Підприємства міста

#### Промислові підприємства
| \| Промислові підприємства міста, за сферою діяльності \| Промислові підприємства міста, за сферою діяльності \| Промислові підприємства міста, за сферою діяльності \| \| Рік \| 2002 р. \| 2001 р. \| \| --------------------------------------------------- \| --------------------------------------------------- \| --------------------------------------------------- \| \| Енергетичні та водні ресурси \| 0% \| 8% \| \| Хімія та метали \| 4% \| 4% \| \| Переробка металів \| 44% \| 32% \| \| Продукти харчування \| 16% \| 16% \| \| Текстиль \| 8% \| 12% \| \| Виробництво меблів, видання \| 28% \| 28% \| \| Інше \| 0% \| 0% \| \| Усього підприємств \| 25 \| 25 \| |         |         |
| Промислові підприємства міста, за сферою діяльності |         |         |
| Рік | 2002 р. | 2001 р. |
| Енергетичні та водні ресурси | 0%      | 8%      |
| Хімія та метали | 4%      | 4%      |
| Переробка металів | 44%     | 32%     |
| Продукти харчування | 16%     | 16%     |
| Текстиль | 8%      | 12%     |
| Виробництво меблів, видання | 28%     | 28%     |
| Інше | 0%      | 0%      |
| Усього підприємств | 25      | 25      |

#### Роздрібна торгівля
| \| Підприємства роздрібної торгівлі міста, за сферою діяльності \| Підприємства роздрібної торгівлі міста, за сферою діяльності \| Підприємства роздрібної торгівлі міста, за сферою діяльності \| \| Рік \| 2002 р. \| 2001 р. \| \| ------------------------------------------------------------ \| ------------------------------------------------------------ \| ------------------------------------------------------------ \| \| Продукти харчування \| 16,2% \| 16,8% \| \| Одяг та взуття \| 43,2% \| 41,4% \| \| Товари для дому \| 12,4% \| 12% \| \| Книги та періодичні видання \| 1,8% \| 0,9% \| \| Промислова хімічна продукція \| 5,6% \| 6,3% \| \| Продукція, пов'язана з транспортними засобами \| 3,8% \| 4,2% \| \| Інше \| 17,1% \| 18,3% \| \| Усього підприємств \| 340 \| 333 \| |         |         |
| Підприємства роздрібної торгівлі міста, за сферою діяльності |         |         |
| Рік | 2002 р. | 2001 р. |
| Продукти харчування | 16,2%   | 16,8%   |
| Одяг та взуття | 43,2%   | 41,4%   |
| Товари для дому | 12,4%   | 12%     |
| Книги та періодичні видання | 1,8%    | 0,9%    |
| Промислова хімічна продукція | 5,6%    | 6,3%    |
| Продукція, пов'язана з транспортними засобами | 3,8%    | 4,2%    |
| Інше | 17,1%   | 18,3%   |
| Усього підприємств | 340     | 333     |

#### Сфера послуг
| \| Підприємства міста, що працюють у сфері послуг, за діяльністю \| Підприємства міста, що працюють у сфері послуг, за діяльністю \| Підприємства міста, що працюють у сфері послуг, за діяльністю \| \| Рік \| 2002 р. \| 2001 р. \| \| ------------------------------------------------------------- \| ------------------------------------------------------------- \| ------------------------------------------------------------- \| \| Гуртова торгівля \| 6,9% \| 6,8% \| \| Готелі та готельний бізнес \| 34,3% \| 36% \| \| Транспорт та зв'язок \| 6,9% \| 7% \| \| Посередницькі фінансові послуги \| 3% \| 3,2% \| \| Послуги підприємствам \| 5,8% \| 5,4% \| \| Послуги фізичним особам \| 19,4% \| 19,9% \| \| Нерухомість та ін. \| 23,8% \| 21,8% \| \| Усього підприємств \| 727 \| 689 \| |         |         |
| Підприємства міста, що працюють у сфері послуг, за діяльністю |         |         |
| Рік | 2002 р. | 2001 р. |
| Гуртова торгівля | 6,9%    | 6,8%    |
| Готелі та готельний бізнес | 34,3%   | 36%     |
| Транспорт та зв'язок | 6,9%    | 7%      |
| Посередницькі фінансові послуги | 3%      | 3,2%    |
| Послуги підприємствам | 5,8%    | 5,4%    |
| Послуги фізичним особам | 19,4%   | 19,9%   |
| Нерухомість та ін. | 23,8%   | 21,8%   |
| Усього підприємств | 727     | 689     |

## Житловий фонд
У 2001 р. 14,4% усіх родин (домогосподарств) мали житло метражем до 59 м2, 36,4% - від 60 до 89 м2, 28,3% - від 90 до 119 м2 і
21% - понад 120 м2.

З усіх будівель у 2001 р. 27,6% було одноповерховими, 49,2% - двоповерховими, 16
% - триповерховими, 3,1% - чотириповерховими, 1,7% - п'ятиповерховими, 0,5% - шестиповерховими,
0,6% - семиповерховими, 1,3% - з вісьмома та більше поверхами.

## Автопарк
| \| Автомобілі, зареєстровані у місті, за призначенням \| Автомобілі, зареєстровані у місті, за призначенням \| Автомобілі, зареєстровані у місті, за призначенням \| \| Рік \| 2006 р. \| 2005 р. \| \| -------------------------------------------------- \| -------------------------------------------------- \| -------------------------------------------------- \| \| Приватні автомобілі \| 67,7% \| 69,1% \| \| Мотоцикли \| 11,8% \| 11% \| \| Вантажівки \| 18,7% \| 18,1% \| \| Трактори \| 0,1% \| 0,1% \| \| Автобуси та ін. \| 1,7% \| 1,7% \| \| Усього автомобілів \| 8.624 шт. \| 8.248 шт. \| |           |           |
| Автомобілі, зареєстровані у місті, за призначенням |           |           |
| Рік | 2006 р.   | 2005 р.   |
| Приватні автомобілі | 67,7%     | 69,1%     |
| Мотоцикли | 11,8%     | 11%       |
| Вантажівки | 18,7%     | 18,1%     |
| Трактори | 0,1%      | 0,1%      |
| Автобуси та ін. | 1,7%      | 1,7%      |
| Усього автомобілів | 8.624 шт. | 8.248 шт. |

## Вживання каталанської мови
У 2001 р. каталанську мову у місті розуміли 93,9% усього населення (у 1996 р. - 94,2%), вміли говорити нею 76,1% (у 1996 р. - 
74,6%), вміли читати 77,3% (у 1996 р. - 71,8%), вміли писати 56,6
% (у 1996 р. - 45,5%). Не розуміли каталанської мови 6,1%.

## Політичні уподобання
У виборах до Парламенту Каталонії у 2006 р. взяло участь 3.023 особи (у 2003 р. - 3.216 осіб). Голоси за політичні сили розподілилися таким чином:
| \| Вибори до Парламенту Каталонії \| Вибори до Парламенту Каталонії \| Вибори до Парламенту Каталонії \| \| Рік \| 2006 р. \| 2003 р. \| \| -------------------------------------- \| ------------------------------ \| ------------------------------ \| \| Конвергенція та Єднання (CiU) \| 39,4% \| 36,9% \| \| Соціалістична партія Каталонії (PSC) \| 26% \| 29,4% \| \| Народна партія (PP) \| 11,8% \| 12,7% \| \| Ініціатива за Каталонію — Зелені (ICV) \| 6,4% \| 4,4% \| \| Республіканська лівиця Каталонії (ERC) \| 12,1% \| 14,8% \| \| Громадяни — Громадянська партія (C's) \| 1,3% \| 0% \| \| Інші \| 3% \| 1,7% \| |         |         |
| Вибори до Парламенту Каталонії |         |         |
| Рік | 2006 р. | 2003 р. |
| Конвергенція та Єднання (CiU) | 39,4%   | 36,9%   |
| Соціалістична партія Каталонії (PSC) | 26%     | 29,4%   |
| Народна партія (PP) | 11,8%   | 12,7%   |
| Ініціатива за Каталонію — Зелені (ICV) | 6,4%    | 4,4%    |
| Республіканська лівиця Каталонії (ERC) | 12,1%   | 14,8%   |
| Громадяни — Громадянська партія (C's) | 1,3%    | 0%      |
| Інші | 3%      | 1,7%    |

У муніципальних виборах у 2007 р. взяло участь 3.493 особи (у 2003 р. - 3.419 осіб). Голоси за політичні сили розподілилися таким чином:
| \| Муніципальні вибори \| Муніципальні вибори \| Муніципальні вибори \| \| Рік \| 2007 р. \| 2003 р. \| \| -------------------------------------- \| ------------------- \| ------------------- \| \| Конвергенція та Єднання (CiU) \| 36,1% \| 39,7% \| \| Соціалістична партія Каталонії (PSC) \| 35,6% \| 36,6% \| \| Народна партія (PP) \| 7% \| 8% \| \| Ініціатива за Каталонію — Зелені (ICV) \| 9,2% \| 9,7% \| \| Республіканська лівиця Каталонії (ERC) \| 7,4% \| 6% \| \| Громадяни — Громадянська партія (C's) \| 0% \| 0% \| \| Інші \| 4,8% \| 0% \| |         |         |
| Муніципальні вибори |         |         |
| Рік | 2007 р. | 2003 р. |
| Конвергенція та Єднання (CiU) | 36,1%   | 39,7%   |
| Соціалістична партія Каталонії (PSC) | 35,6%   | 36,6%   |
| Народна партія (PP) | 7%      | 8%      |
| Ініціатива за Каталонію — Зелені (ICV) | 9,2%    | 9,7%    |
| Республіканська лівиця Каталонії (ERC) | 7,4%    | 6%      |
| Громадяни — Громадянська партія (C's) | 0%      | 0%      |
| Інші | 4,8%    | 0%      |